# Trumpets (Sak Noel)
"Trumpets" is een nummer van de DJ Sak Noel samen met Salvi en de Jamaicaanse rapper Sean Paul. Het nummer werd op 25 april 2016 op iTunes uitgebracht. Op 24 april 2016 verscheen de bijhorende videoclip.

## Achtergrondinformatie
"Trumpets" werd een grote hit in Roemenië en Libanon en staat ook hoog in de hitlijsten doordat het nummer vaak op de radio werd gedraaid. In juni 2016, een maand na het uitbrengen van het nummer, werd het nummer een grote hit in de Filipijnen nadat de Filipijnse komiek Vice Ganda op het nummer stond te dansen in de show It's Showtime. Dit leidde uiteindelijk tot de "Trumpets Dance" wat heel snel viraal ging. Ondanks wat de titel doet vermoeden, spelen er geen trompetten in het nummer.

## Tracklijst
| Nr. | Titel                   | Duur |
| --- | ----------------------- | ---- |
| 1.  | Trumpets (radio edit)   | 3:26 |
| 2.  | Trumpets (extended mix) | 3:55 |

## Hitnoteringen

### Nederlandse Top 40
| Positie: | 36 | 33 | 35 | 40 | uit | 27 | 16 | 12 | 13 | 19 | 20 | 24 | 26 | 28 | 32 | uit |

### NederlandseSingle Top 100
| Hitnotering: 16-07-2016 t/m 26-11-2016 | Hitnotering: 16-07-2016 t/m 26-11-2016 | Hitnotering: 16-07-2016 t/m 26-11-2016 | Hitnotering: 16-07-2016 t/m 26-11-2016 | Hitnotering: 16-07-2016 t/m 26-11-2016 | Hitnotering: 16-07-2016 t/m 26-11-2016 | Hitnotering: 16-07-2016 t/m 26-11-2016 | Hitnotering: 16-07-2016 t/m 26-11-2016 | Hitnotering: 16-07-2016 t/m 26-11-2016 | Hitnotering: 16-07-2016 t/m 26-11-2016 | Hitnotering: 16-07-2016 t/m 26-11-2016 | Hitnotering: 16-07-2016 t/m 26-11-2016 | Hitnotering: 16-07-2016 t/m 26-11-2016 | Hitnotering: 16-07-2016 t/m 26-11-2016 | Hitnotering: 16-07-2016 t/m 26-11-2016 | Hitnotering: 16-07-2016 t/m 26-11-2016 | Hitnotering: 16-07-2016 t/m 26-11-2016 | Hitnotering: 16-07-2016 t/m 26-11-2016 | Hitnotering: 16-07-2016 t/m 26-11-2016 | Hitnotering: 16-07-2016 t/m 26-11-2016 | Hitnotering: 16-07-2016 t/m 26-11-2016 | Hitnotering: 16-07-2016 t/m 26-11-2016 |
| Week:                                  | 1                                      | 2                                      | 3                                      | 4                                      | 5                                      | 6                                      | 7                                      | 8                                      | 9                                      | 10                                     | 11                                     | 12                                     | 13                                     | 14                                     | 15                                     | 16                                     | 17                                     | 18                                     | 19                                     | 20                                     |                                        |
| -------------------------------------- | -------------------------------------- | -------------------------------------- | -------------------------------------- | -------------------------------------- | -------------------------------------- | -------------------------------------- | -------------------------------------- | -------------------------------------- | -------------------------------------- | -------------------------------------- | -------------------------------------- | -------------------------------------- | -------------------------------------- | -------------------------------------- | -------------------------------------- | -------------------------------------- | -------------------------------------- | -------------------------------------- | -------------------------------------- | -------------------------------------- | -------------------------------------- |
| Positie:                               | 84                                     | 55                                     | 52                                     | 49                                     | 46                                     | 33                                     | 28                                     | 22                                     | 25                                     | 25                                     | 32                                     | 30                                     | 32                                     | 35                                     | 44                                     | 47                                     | 59                                     | 76                                     | 87                                     | 89                                     | uit                                    |

### NederlandseMega Top 50
| Hitnotering: 16-07-2016 t/m 26-11-2016 | Hitnotering: 16-07-2016 t/m 26-11-2016 | Hitnotering: 16-07-2016 t/m 26-11-2016 | Hitnotering: 16-07-2016 t/m 26-11-2016 | Hitnotering: 16-07-2016 t/m 26-11-2016 | Hitnotering: 16-07-2016 t/m 26-11-2016 | Hitnotering: 16-07-2016 t/m 26-11-2016 | Hitnotering: 16-07-2016 t/m 26-11-2016 | Hitnotering: 16-07-2016 t/m 26-11-2016 | Hitnotering: 16-07-2016 t/m 26-11-2016 | Hitnotering: 16-07-2016 t/m 26-11-2016 | Hitnotering: 16-07-2016 t/m 26-11-2016 | Hitnotering: 16-07-2016 t/m 26-11-2016 | Hitnotering: 16-07-2016 t/m 26-11-2016 | Hitnotering: 16-07-2016 t/m 26-11-2016 | Hitnotering: 16-07-2016 t/m 26-11-2016 | Hitnotering: 16-07-2016 t/m 26-11-2016 | Hitnotering: 16-07-2016 t/m 26-11-2016 | Hitnotering: 16-07-2016 t/m 26-11-2016 | Hitnotering: 16-07-2016 t/m 26-11-2016 |
| Week:                                  | 1                                      | 2                                      | 3                                      | 4                                      | 5                                      | 6                                      | 7                                      | 8                                      | 9                                      | 10                                     | 11                                     | 12                                     | 13                                     | 14                                     | 15                                     | 16                                     | 17                                     | 18                                     |                                        |
| -------------------------------------- | -------------------------------------- | -------------------------------------- | -------------------------------------- | -------------------------------------- | -------------------------------------- | -------------------------------------- | -------------------------------------- | -------------------------------------- | -------------------------------------- | -------------------------------------- | -------------------------------------- | -------------------------------------- | -------------------------------------- | -------------------------------------- | -------------------------------------- | -------------------------------------- | -------------------------------------- | -------------------------------------- | -------------------------------------- |
| Positie:                               | 46                                     | 35                                     | 48                                     | 31                                     | 14                                     | 14                                     | 17                                     | 17                                     | 17                                     | 16                                     | 21                                     | 23                                     | 25                                     | 25                                     | 26                                     | 28                                     | 34                                     | 40                                     | uit                                    |